# David Díaz Colunga
David Alonso Díaz Colunga (Lima, Provincia de Lima, Perú; 12 de marzo de 1991) es un futbolista peruano. Juega como defensa central y su equipo actual es Juan Aurich de la Liga 2 de Perú. Tiene 34 años.

### Pacífico F. C.
Debutó en Pacífico en el 2011 donde se quedó hasta el 2013.

### Club Deportivo San Simón
En el año 2014 ficha por el San Simón donde desciende de categoría.

### UTC
En el año 2015 ficha por UTC donde se queda 3 años. 

### Unión Comercio
En el año 2018 ficha por Unión Comercio donde se salva del descenso.

### Regreso a UTC
En el año 2019 vuelve a  UTC para jugar la Copa Sudamericana.

## Clubes
| Club                       | País | Año         |
| -------------------------- | ---- | ----------- |
| Pacífico F. C.             | Perú | 2011 - 2013 |
| San Simón                  | Perú | 2014        |
| Univ. Técnica de Cajamarca | Perú | 2015 - 2017 |
| Unión Comercio             | Perú | 2018        |
| Univ. Técnica de Cajamarca | Perú | 2019        |
| Deportivo Municipal        | Perú | 2020        |
| Unión Comercio             | Perú | 2021 - 2022 |
| Juan Aurich                | Perú | 2023 -      |

|}